# Pierre Van Der Haeghen
Pierre Édouard Armand Van Der Haeghen (ur. 27 grudnia 1921 w Gandawie, zm. 17 maja 2000 tamże) – belgijski żeglarz, olimpijczyk.
W regatach rozegranych podczas Letnich Igrzysk Olimpijskich 1948 wystąpił w klasie Firefly zajmując 8 pozycję.